# Турания

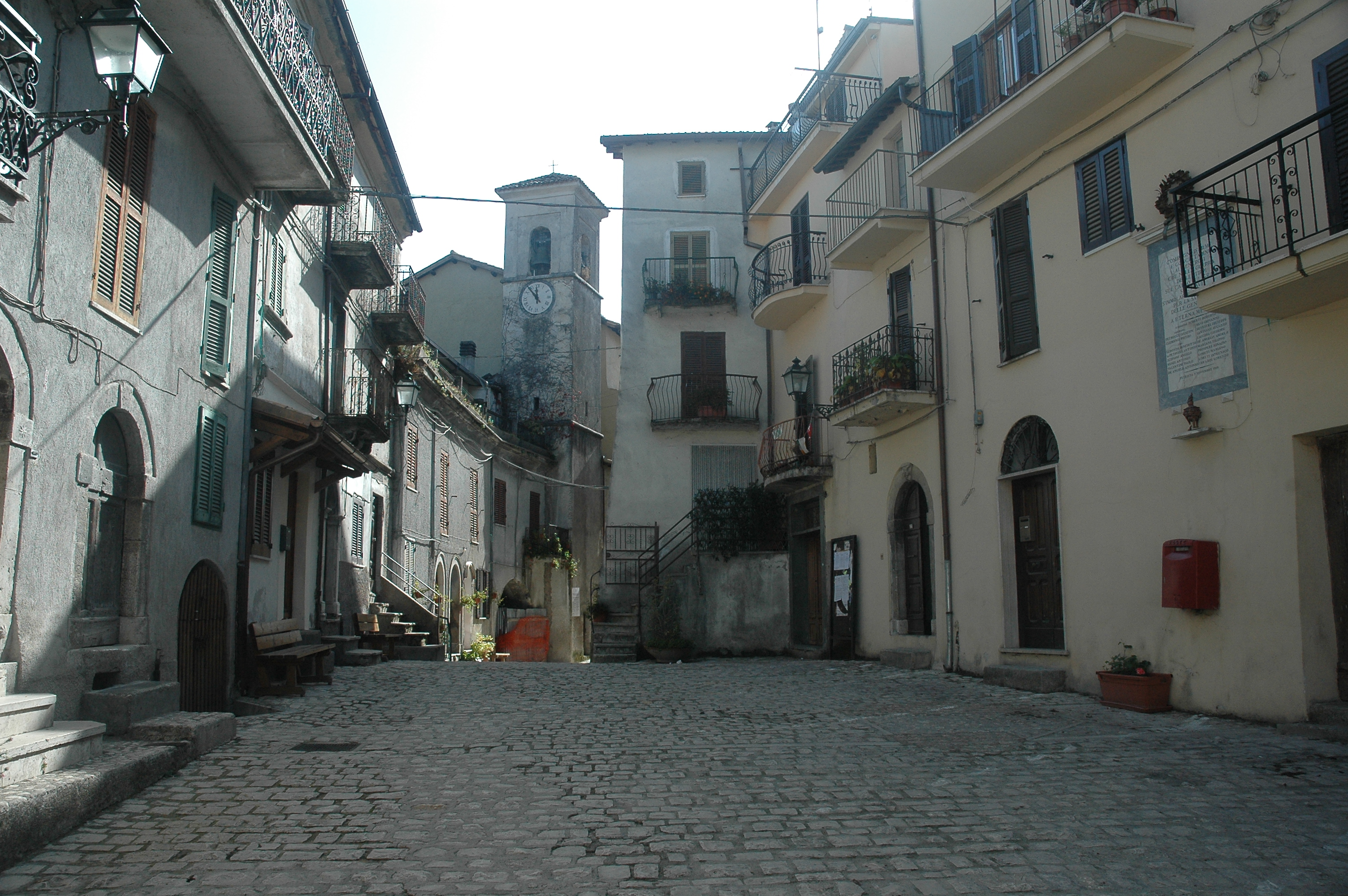
Площадь Умберто I

Турания (итал. Turania) — коммуна в Италии, располагается в регионе Лацио, в провинции Риети.
Население составляет 250 человек (2008 г.), плотность населения составляет 29 чел./км². Занимает площадь 9 км². Почтовый индекс — 2020. Телефонный код — 0765.
Покровителем коммуны почитается святой апостол Андрей Первозванный, празднование 30 ноября.

## Демография
Динамика населения:

## Администрация коммуны
- Официальный сайт: